# Hapithus nablista
Hapithus nablista är en insektsart som först beskrevs av Henri Saussure 1897.  Hapithus nablista ingår i släktet Hapithus och familjen syrsor. Inga underarter finns listade i Catalogue of Life.